# William Kotzwinkle
Œuvres principales
- Fan Man (1974)
- Docteur rat (1976)
- Fata Morgana (1977)
- E.T. l'extra-terrestre (1982) (novellisation)
- L'ours est un écrivain comme les autres (1996)
- Walter le chien qui pète (2001)

William Kotzwinkle, né le 22 novembre 1938 à Scranton, Pennsylvanie, est un scénariste et un écrivain américain de roman policier et de littérature d'enfance et de jeunesse.

## Biographie
Diplômé en littérature de l'université d'État de Pennsylvanie, il est marqué par l'œuvre de Jack Kerouac. Après des études avortées en interprétation théâtrale, il se tourne vers l'écriture, tout en exerçant divers petits métiers à New York où il s'installe dans les années 1960.  Pendant la décennie suivante, il réside avec sa femme au Nouveau-Brunswick, une province du Canada, avant de revenir, en 1983, aux États-Unis, dans le Maine.
Il est surtout connu pour la novelisation du scénario de E.T. l'extra-terrestre, le roman Fata Morgana et la série de romans jeunesse Walter le chien qui pète.
En octobre 2014 sort une nouvelle traduction d'un de ses romans les plus extravagants, L'ours est un écrivain comme les autres, aux éditions Cambourakis, réédité en livre de poche chez 10/18 en 2016.

## Œuvre

### Romans
- The Firemen (1969)
- Elephant Boy: A Story of the Stone Age (1970)
- The Day the Gang Got Rich (1970)
- The Ship That Came Down The Gutter (1970)
- The Return of Crazy Horse (1971)
- Hermes 3000 (1972)
- The Supreme, Superb, Exalted and Delightful, One and Only Magic Building (1973)
- The Fan Man (1974)Publié en français sous le titre Fan Man, Paris, Éditions Cambourakis, 2008
- Night Book (1974)
- Up the Alley with Jack and Joe (1974)
- Doctor Rat (1976) Publié en français sous le titre Docteur Rat, Paris, Éditions Jean-Claude Lattès, 1977, réédition, Paris, Cambourakis éditeur, 2015  (ISBN 978-2-36624-181-5)
- The Leopard's Tooth (1976)
- Fata Morgana (1977) Publié en français sous le titre Fata Morgana, Paris, Rivages, coll. « Rivages/Mystère » no 2, 1988 ; réédition, Paris, Payot & Rivages, coll. « Rivages/Noir » no 1031, 2016
- The Ants Who Took Away Time (1978)
- Herr Nightingale And the Satin Woman (1978)
- Dream of Dark Harbor: A Ghostly Sea Story (1979)
- The Nap Master (1979)
- Jack in the Box ou Book of Love (1980) Publié en français sous le titre Book of love, Paris, Rivages, coll. « Écrits noirs », 1992 ; réédition, Paris, Rivages & Payot, coll. « Rivages/Noir » no 332, 1999
- Christmas at Fontaine's (1982)
- Great World Circus (1983)
- Queen of Swords (1983) Publié en français sous le titre Histoire d'amour, Paris, Presses de la Renaissance, 1984 ; réédition sous le titre La Reine d’épées, Paris, Cambourakis, 2018  (ISBN 978-2-36624-377-2)
- Seduction in Berlin (1985)
- The Exile (1987) Publié en français sous le titre Mister Caspian et Herr Felix, Paris, Cambourakis éditeur, 2017  (ISBN 978-2-36624-258-4) ; réédition, Paris, 10/18, coll. « Littérature étrangère » no 5460, 2019  (ISBN 978-2-264-07271-9)
- The Midnight Examiner (1989) Publié en français sous le titre Midnight Examiner, Paris, Rivages/Thriller, 1990 ; réédition, Paris, Rivages & Payot, coll. « Rivages/Noir » no 118, 1991
- The Game of Thirty (1994) Publié en français sous le titre Le Jeu des trente, Paris, Rivages/Thriller, 1995 ; réédition, Paris, Rivages & Payot, coll. « Rivages/Noir » no 301, 1998
- The Million-Dollar Bear (1995)
- The Bear Went Over the Mountain (1996)Publié en français sous le titre L'ours est un écrivain comme les autres, Paris, Éditions Cambourakis, 2014 ; réédition, Paris, 10/18, coll. « Littérature étrangère » no 5015, 2016  (ISBN 978-2-264-06579-7)
- The Amphora Project (2005)
- The Game of 30 (2007)

### Novélisations
- E.T. the Extra-Terrestrial (1978), novélisation en collaboration avec Melissa Mathison Publié en français sous le titre E.T., l'extra-terrestre, Paris, J'ai lu no 1378, 1982
- Superman III (1983), novélisation Publié en français sous le titre Superman III, Paris, LGF, coll. « Le Livre de poche » no 5871, 1983
- E.T.: The Book of the Green Planet (1985) Publié en français sous le titre E.T. et la Planète verte, Paris, J'ai lu no 1980, 1986 ; réédition sous le titre E.T. rentre chez lui, Paris, Bayard jeunesse, 2002  (ISBN 2-7470-0522-4)

### Nouvelles et recueils de nouvelles

#### Recueils de nouvelles
- Swimmer in the Secret Sea (1975) Publié en français sous le titre Le Nageur dans la mer secrète, Arles, Actes Sud, coll. « Romanesque », 1998 ; réédition, Arles, Actes Sud, coll. « Babel » no 532, 2002 ; réédition, Arles, Actes Sud, coll. « Les inépuisables », 2014  (ISBN 978-2-330-03101-5)
- The Oldest Man, and Ither Timeless Stories (1971)
- Mysteries (1983)
- Jewels of the Moon (1985)
- Hearts of Wood, and Others Timeless Tales (1986)
- The Hot Jazz Trio (1989)
- Tales from the Empty Notebook (1995) Publié en français sous le titre Les Contes du cahier vierge, Paris, J. Losfeld, 2000  (ISBN 2-84412-040-7)

#### Nouvelles isolées
- The Curio Shop (1980)
- Fragments of Papyrus from the Temple of the Older Gods (1988)
- Blues on the Nile: A Fragment of Papyrus (1989)
- Boxcar Blues (1989)
- Django Reinhardt Played the Blues (1989)
- Horse Badorties Goes Out (1993)

### Ouvrages de littérature d'enfance et de jeunesse

#### SérieWalter le chien qui pète, en collaboration avec Glenn Murray. Illustrations de Audrey Colman
- Walter the Farting Dog (2001) Publié en français sous le titre Walter le chien qui pète, Berkeley (Californie), North Atlantic, 2005
- Walter the Farting Dog: Trouble at the Yard Sale ou Walter the Farting Dog Farts Again (2004)
- Walter, Canis Inflatus (2004)
- Rough Weather Ahead for Walter the Farting Dog (2005)
- Walter the Farting Dogs Farts Again (2005)
- Walter the Farting Dog Goes on a Cruise (2006)
- Walter the Farting Dog and the Windy Day (2006)
- Walter the Farting Dog: Banned from the Beach (2007)

#### SérieInspecteur Mantis
- Trouble in Bugland (1983), recueil de nouvelles Publié en français sous le titre Du grabuge chez les insectes, Paris, Rivages, 2000 ; réédition en deux volumes sous les titres L'Enlèvement de Mlle Papillon, Paris, Syros jeunesse, coll. « Souris noire » no 68, 2002  (ISBN 2-7485-0063-6) et La Tête de la chenille sacrée, , Paris, Syros jeunesse, coll. « Souris noire » no 69, 2002  (ISBN 2-7485-0062-8)
- Double Trouble in Bugland (2016), recueil de nouvelles

#### Autre livre de littérature d'enfance et de jeunesse
- The World Is Big and I'm so Small (1986)

## Sources
- Claude Mesplède (dir.), Dictionnaire des littératures policières, vol. 2 : J - Z, Nantes, Joseph K, coll. « Temps noir », 2007, 1086 p. (ISBN 978-2-910-68645-1, OCLC 315873361), p. 116-117.